# フーターズ

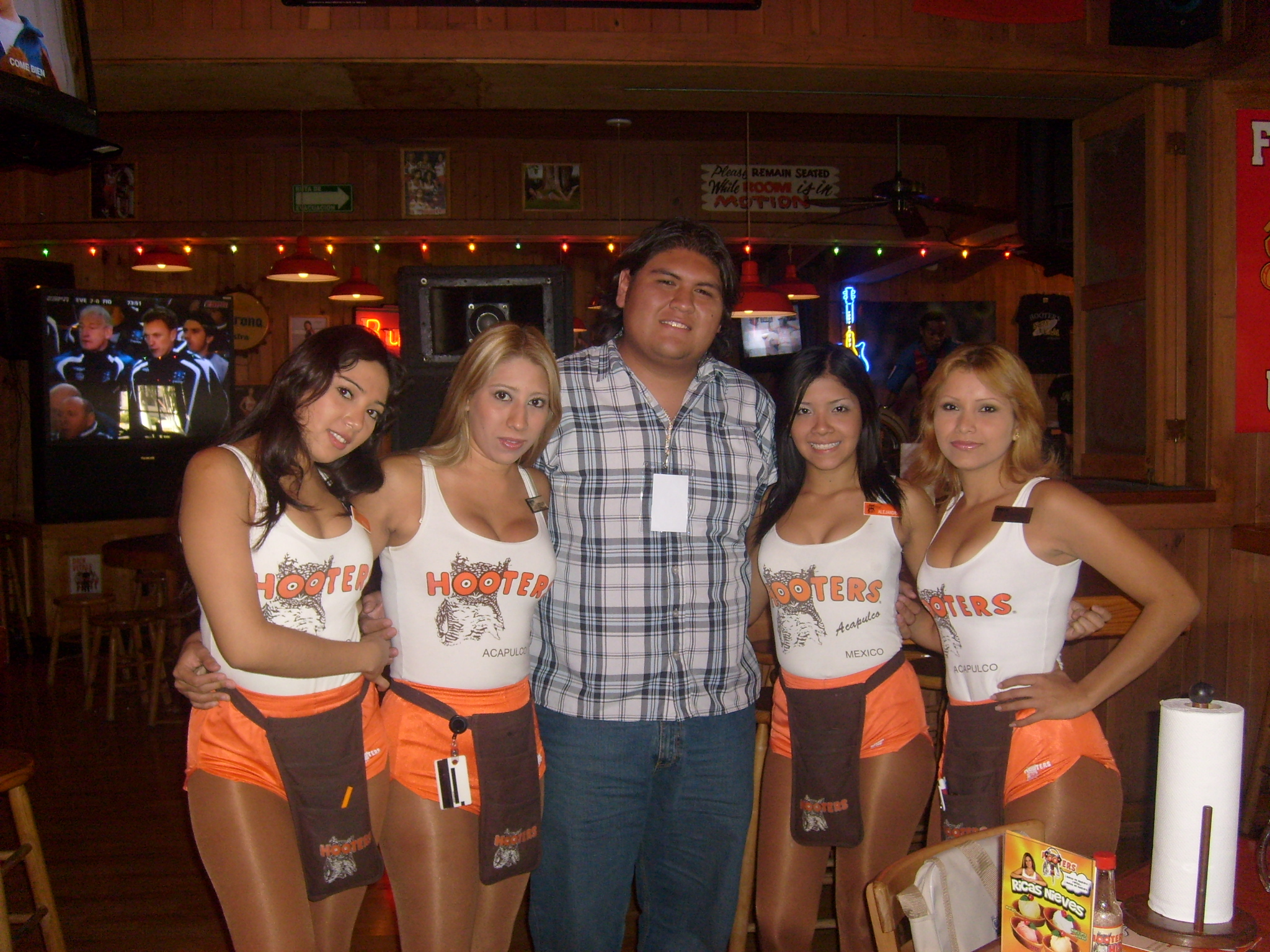
ウェイトレスと客

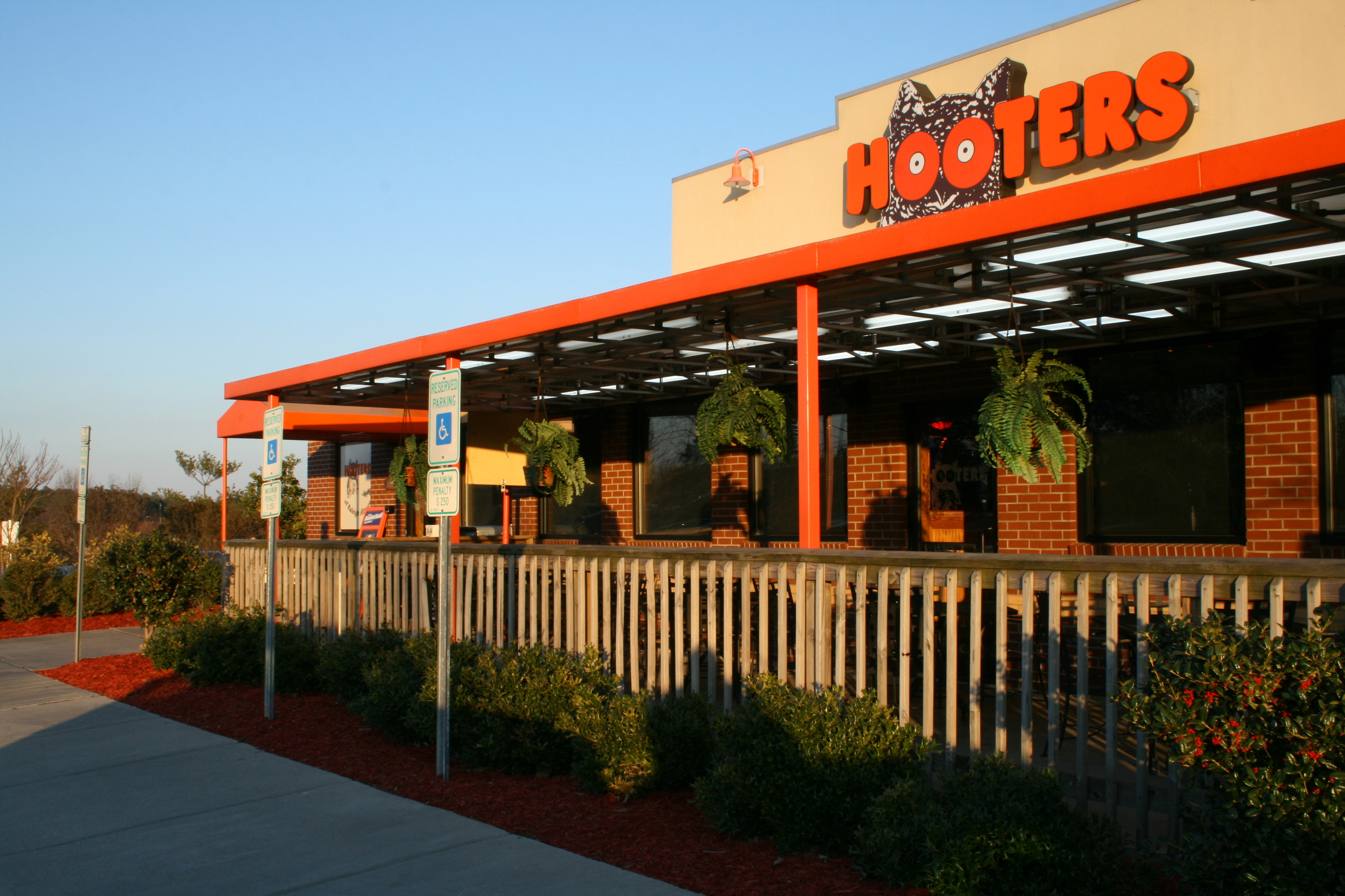
フーターズ

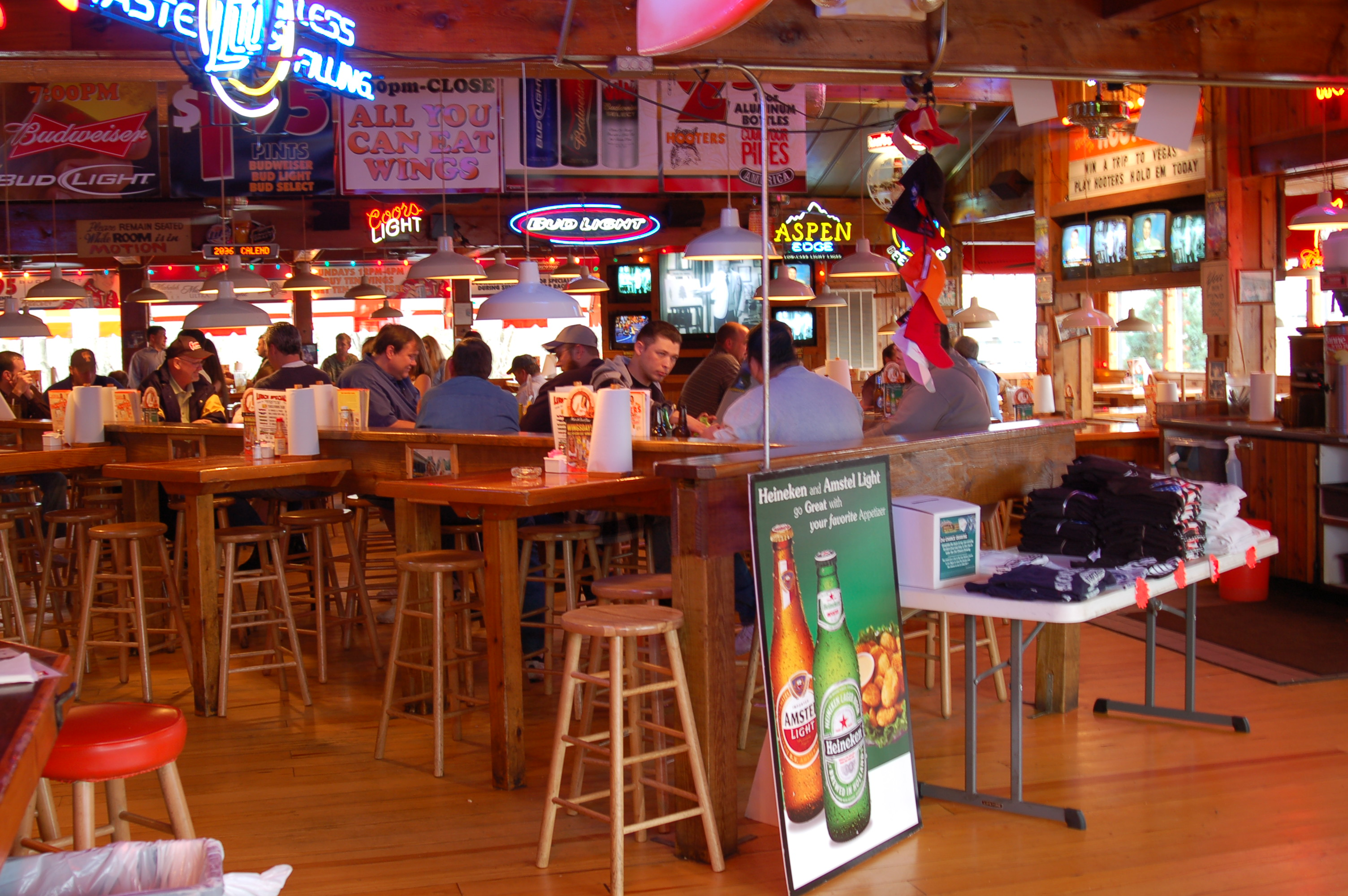
テネシー州チャタヌーガの店内

フーターズ（英語: Hooters）とは、アメリカ合衆国ジョージア州アトランタのフーターズ・オブ・アメリカ・インクとフロリダ州クリアウォーターのフーターズ・インクの2社のトレードマーク（商標）である。しかしフーターズ・オブ・アメリカ社は2025年3月31日連邦倒産法第11章の適用を申請した。

## 概要
フーターズは、店舗で働くウェイトレス（フーターズ・ガール）のコスチューム（白地にフーターズのロゴをあしらったタンクトップとオレンジ色のホットパンツ）が有名なカジュアルレストラン＆スポーツバー。アメリカ国内で429店舗、アメリカ国外で19店舗のレストランを運営している。人気メニューは、バッファローウィングとハンバーガー。

### 由来
Hooters は、英語の俗語である、女性の胸(おっぱい)を意味する。フクロウの大きな、左右の目が、女性の左右の乳房のように見えることから。
フーターズは、店舗で働く「フーターズガール」を見た男性客がフクロウのように目をキョロキョロさせることから、この名前がついている（フクロウの「ホー、ホー」という鳴き声を英語で「Hoot, hoot」と表記するため）。

### 店舗
- アメリカ 435店

ほか、アルゼンチン、オランダ領アルバ、オーストリア、オーストラリア、ブラジル、カナダ、タイ、チリ、中国、コロンビア、コスタリカ、チェコ、ドミニカ共和国、ドイツ、ギリシャ、グアテマラ、メキシコ、パナマ、パラグアイ、ペルー、フィリピン、シンガポール、南アフリカ、韓国、スイス、台湾、イギリス、ベネズエラ、日本に店舗がある。

#### 日本での展開

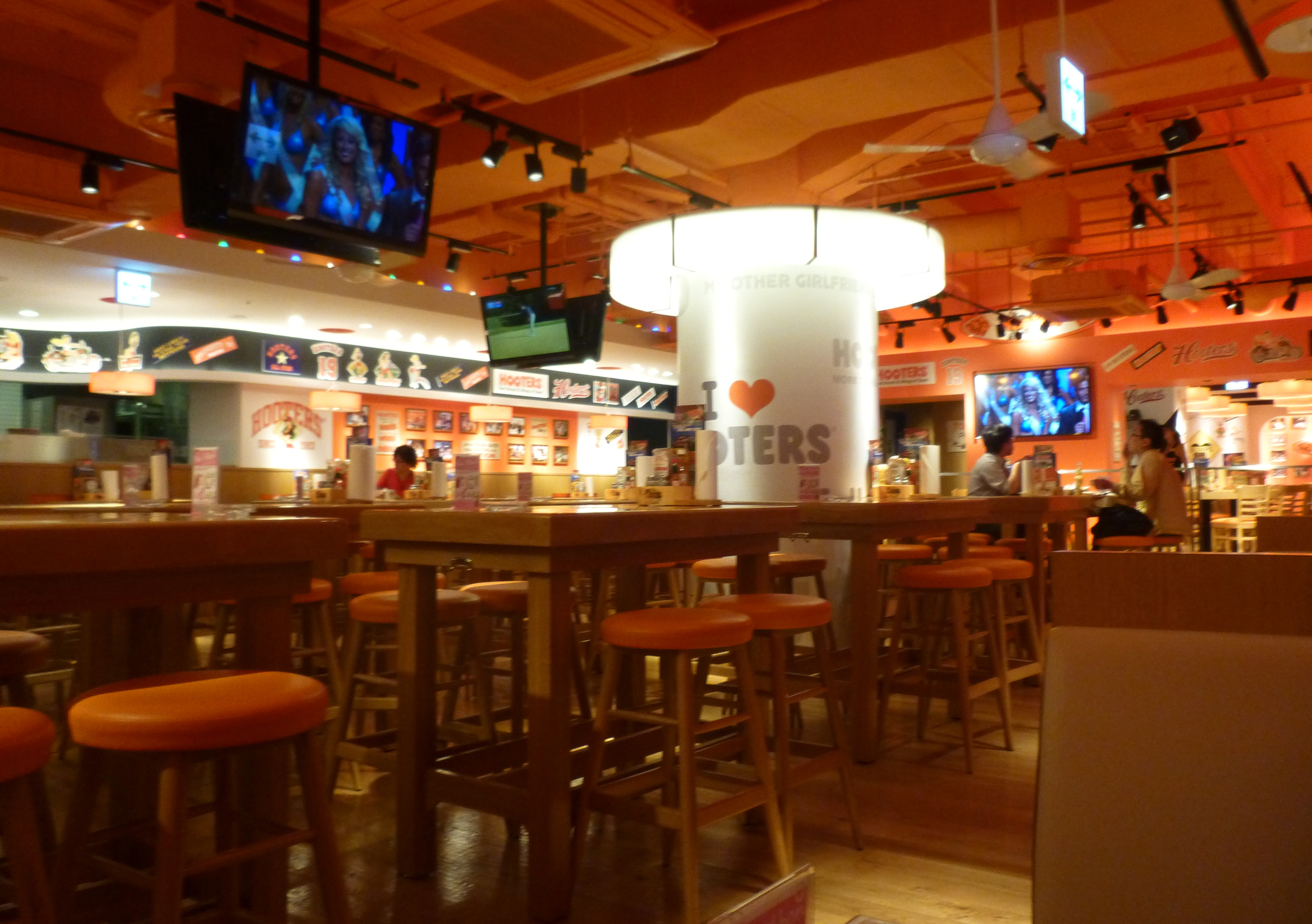
銀座のフーターズ

日本では、2005年8月設立の株式会社エッチジェーが展開を行い、2008年6月にアメリカのフーターズ・オブ・アメリカ・インクと契約、2010年10月25日に東京・赤坂見附駅前の赤坂東急プラザに国内第1号店を開店した。2012年6月4日に銀座ナイン1号館に第2号店となる銀座店を開店。2013年12月には大阪・本町に3号店を開店した。
2020年8月現在、東京都内にて1店舗を運営している。
夏季限定営業としては、2011年6月20日から8月末まで、お台場のホテル グランパシフィック LE DAIBA2階にビアガーデン「HOOTERS ODAIBA GARDEN」を営業、2013年6月からは大手町の東京サンケイビルと大阪・中之島の中之島バンクスでビアガーデンの営業を行っている。
売上の低下から、2019年2月28日に福岡店を閉鎖 。2019年3月25日に東京地方裁判所へ民事再生法適用を申請し同日、保全命令を受けた。 帝国データバンクによれば、エッチジェーはフーターズ・オブ・アメリカ・インクと契約した期限までに新規出店しなければ、フーターズ・オブ・アメリカ・インクから出店権を打ち切る契約であったことが明らかとなった他、2019年1月に、エッチジェーの代表者が、エッチジェーとは無関係の業者から資金を借り入れた上で、その資金をエッチジェーとは無関係の行政書士へ送金していたことも明らかとなった。
民事再生法申請後も、6店舗の営業は継続するほか、豊田産業グループが支援スポンサーとして経営に参画、事業を継承する。再生スキームは、当初はフーターズ事業を継承する新会社を新設分割で設立し、新会社の全株式を豊田産業の関連会社である中部商業開発が取得する方法としていたが、最終的に、エッチジェーから名古屋市に本社を置くファン・ダイニング株式会社（2019年4月に三重第二商業開発株式会社から商号変更）へ事業譲渡する方法となった。
2019年4月30日に大阪店を閉鎖。日本における事業は、2019年6月1日にエッチジェーからファン・ダイニングへ譲渡された。ファン・ダイニングの本社は豊田産業名古屋支店（外食事業本部）と同じグローバルゲート19階のまま変更はないが、事業譲受当日に、東京都新宿区に東京オフィスを設置した。2019年12月29日に名古屋店を、2020年1月10日に渋谷の店舗を、同年5月31日に新宿西口店を、同年8月21日に日本第1号店である赤坂店をそれぞれ閉鎖した。新宿西口店閉店と同時に、ファン・ダイニング東京オフィスも銀座店内へ移転した。旧運営会社であったエッチジェーは民事再生手続を継続していたが、2021年9月18日に法人格が消滅した。

## 日本の歴代店舗
- 銀座店（国内第2号店。2012年6月4日オープン）
- 赤坂店（国内第1号店。2010年10月25日オープン。2020年8月21日閉店）
- 新宿西口店（2020年5月31日閉店）
- 渋谷店（2020年1月10日閉店）
- 大阪店（国内第3号店。2013年12月オープン。2019年4月30日閉店）
- 名古屋店（2019年12月29日閉店）
- 福岡店（2019年2月28日閉店）

## フーターズ・ガール

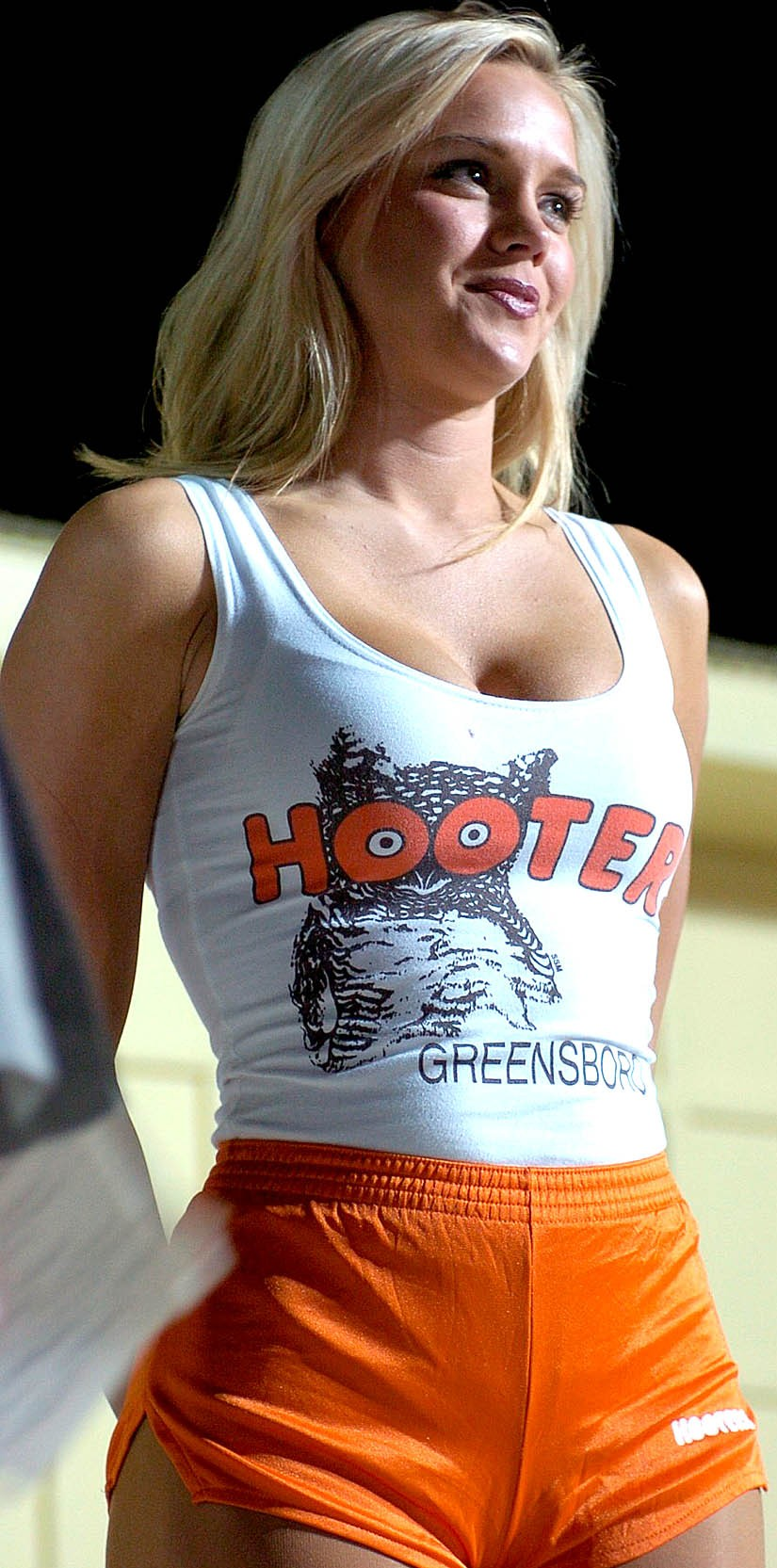
フーターズ・ガールのメリッサ・ポー(2004年)

毎年「フーターズガール」のミスコンテストを全店舗の従業員を対象に行い、優勝者には数万ドル相当の賞金と商品が進呈される。

### フーターズガール経験者一覧
- エイミー・アダムス - 女優
- サラ・ジーン・アンダーウッド - モデル、女優
- テリ・マリー・ハリソン - アダルトモデル
- トリー・レイン - ポルノ女優、ポルノ映画監督
- ハーモニー・ローズ - ポルノ女優
- メンフィス・モンロー - ポルノ女優
- リーアン・トゥイーデン - モデル
- レイチェル・ロックス - ポルノ女優

## 日本の著名なフーターズガール
- HIKA - 東京都出身。渋谷店に2014年の8月に入店。モデルやダンサーの仕事もこなす。2015年3月、22歳の時点に「ミス・フーターズ・ジャパン・コンテスト2015」で代表に選ばれる[17]。2015年には限定でポスターが渋谷店で発売された[18]。2017年にはニューヨークで開催されたイベントに出演した[19]。日本時間7月13日（木）にラスベガスで行われた「ミスフーターズ世界大会」で日本人初のミスワールドに輝く[20]。AbemaTVの『AbemaWaveサタデーナイト』でも特集が放送された[21]。TBSで2017年7月2日に放送されたKUNOICHI2017夏と、2017年7月22日と2018年3月17日に放送された日本テレビのマツコ会議に出演した。

- Nanako.M - 東京都出身。日本と韓国のハーフ。日本1号店となる赤坂店に2017年12月に入店。10代から芸能活動をし、現在も女優・モデルとして国内外問わず活動している。2019年ミスフーターズジャパンコンテストにおいてグランプリを受賞し日本代表となる。その後アメリカで行われた世界大会では、日本人初となる世界TOP5に入賞し快挙を達成した。ビューティーページェントメディアや赤坂経済新聞などにも記事が特集されている。フーターズカレンダー2020にも登場している。

## 他業種進出
2006年、ラスベガスで「フーターズ・カジノ」をオープン。カジノ&ホテル業にも進出した。また、2003年から2006年までは「フーターズ・エア」という名称の航空会社の運営も行なっていた。

## 裁判
デトロイト郊外店の20歳の女性の元従業員が、「会社側から減量を要求され退職を余儀なくされ仕事を失った」として、2010年5月24日にチェーン経営会社のフーターズ・オブ・アメリカを訴えた。

## 写真ギャラリー

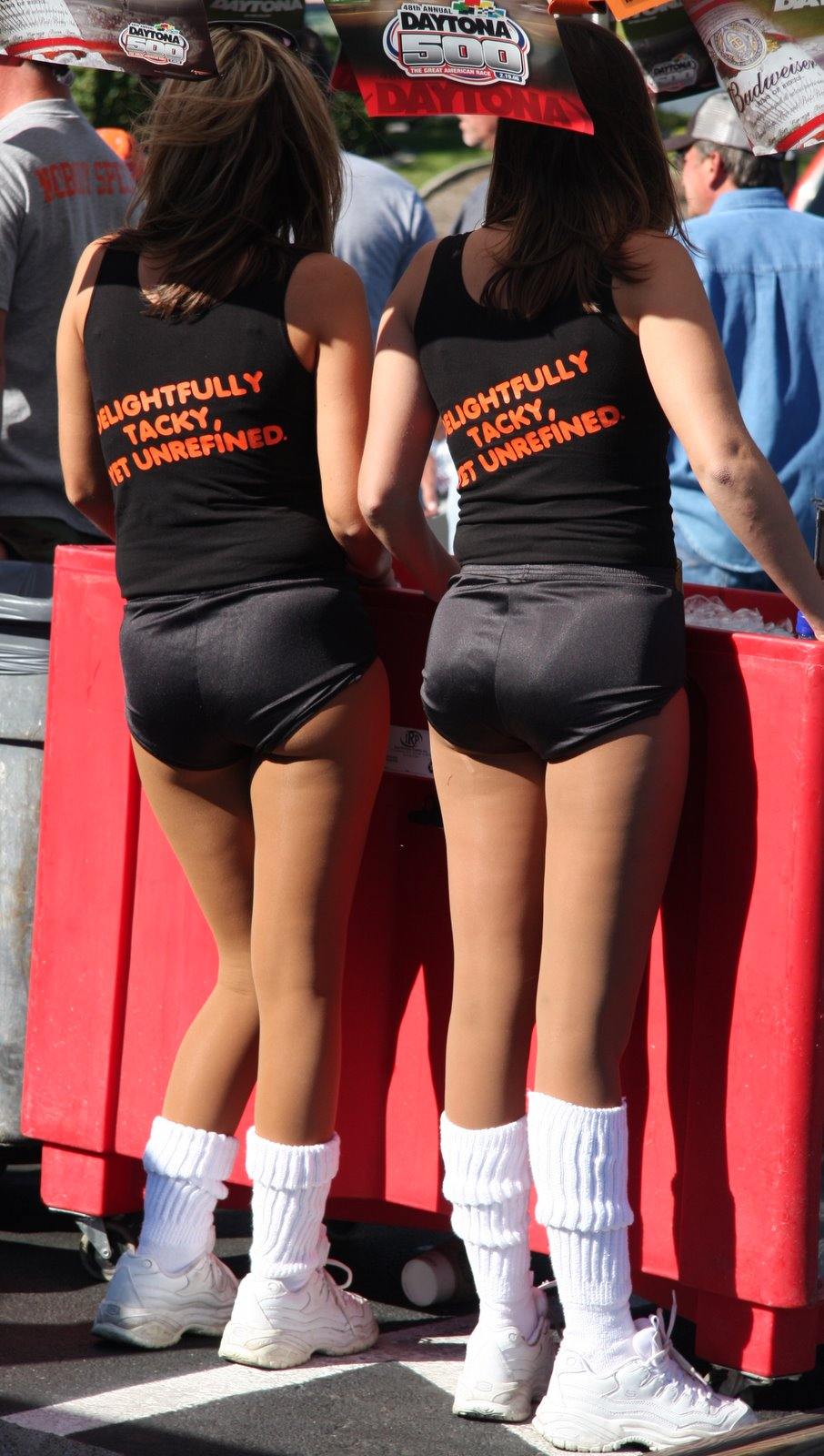
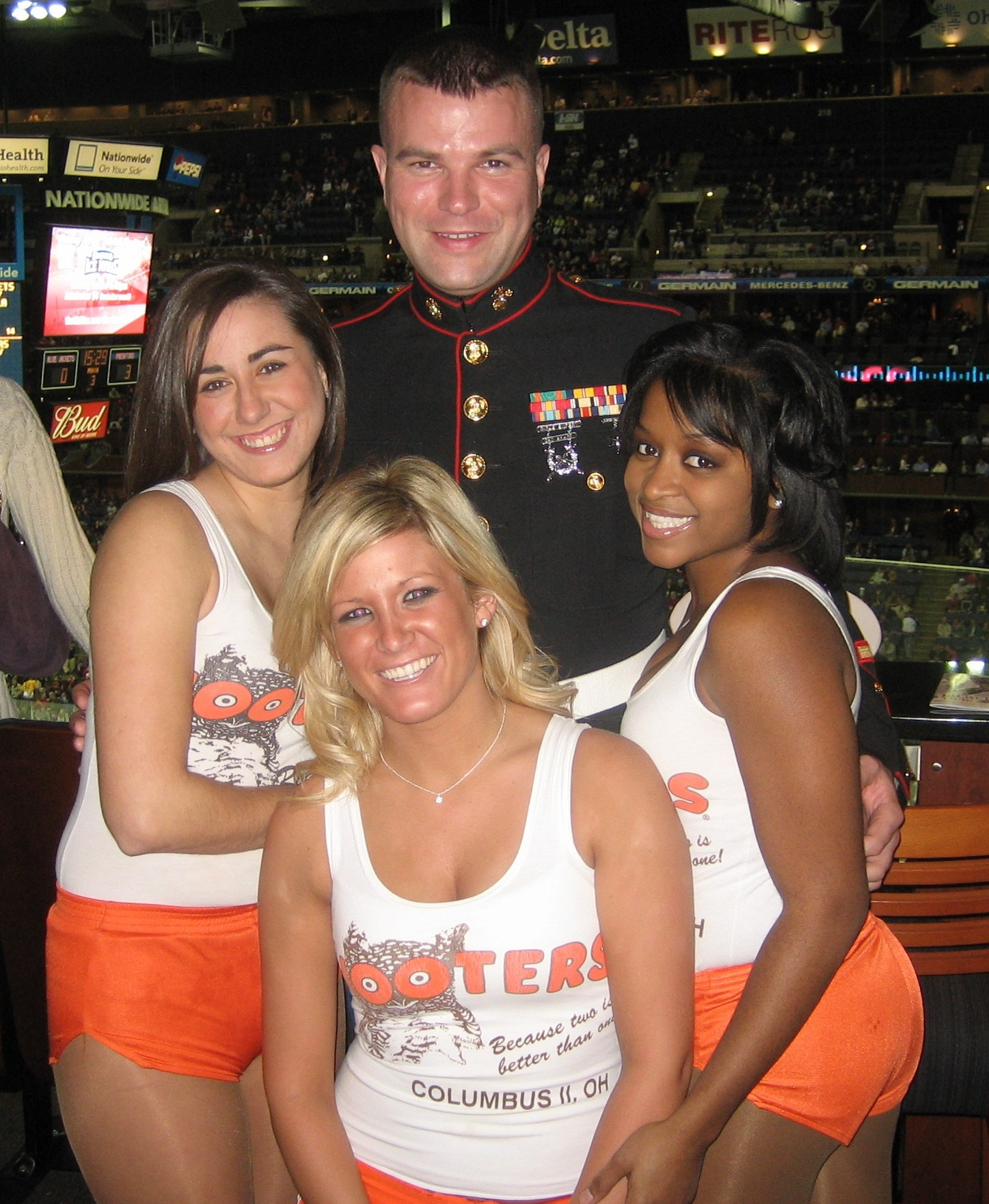
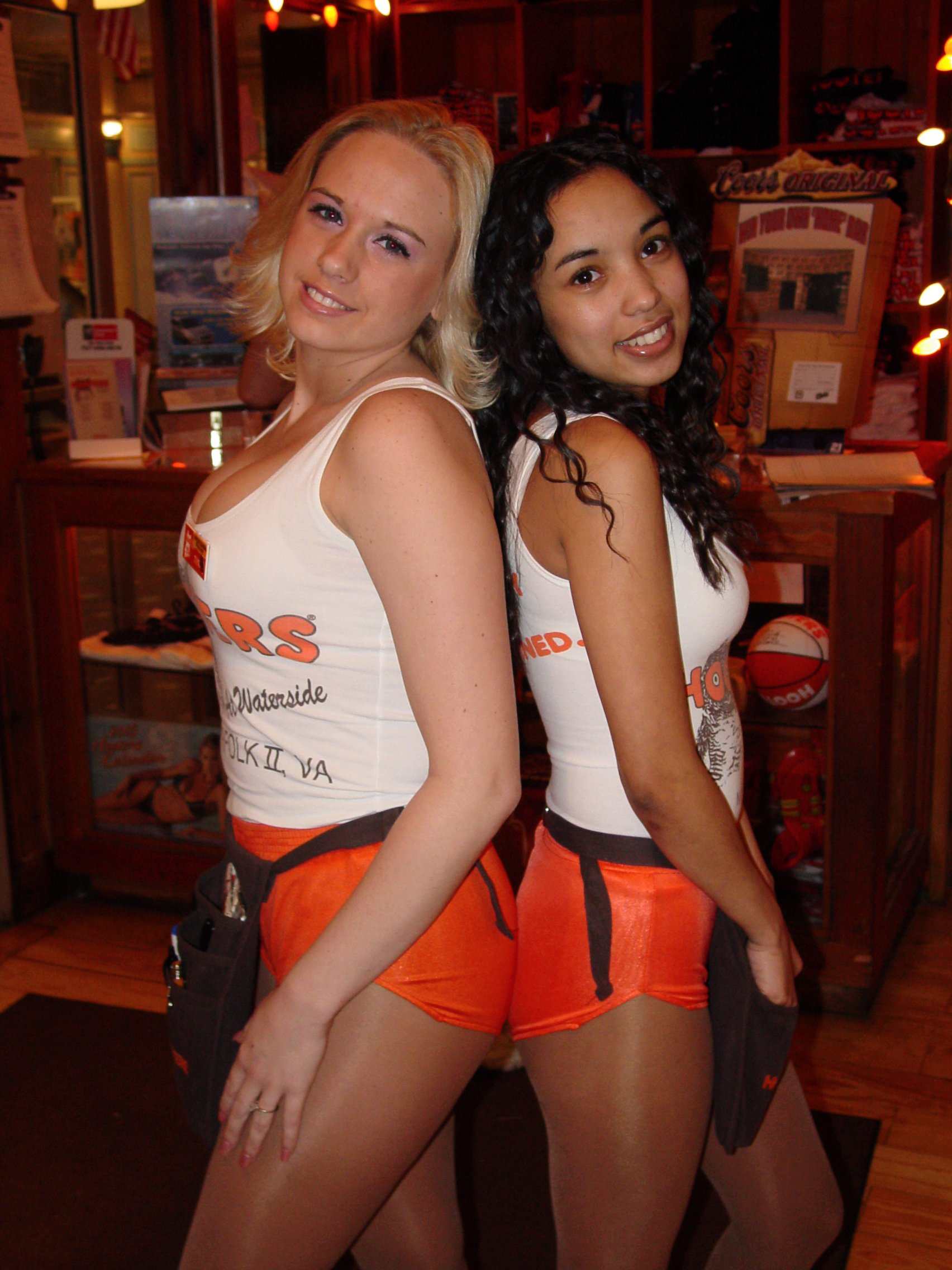
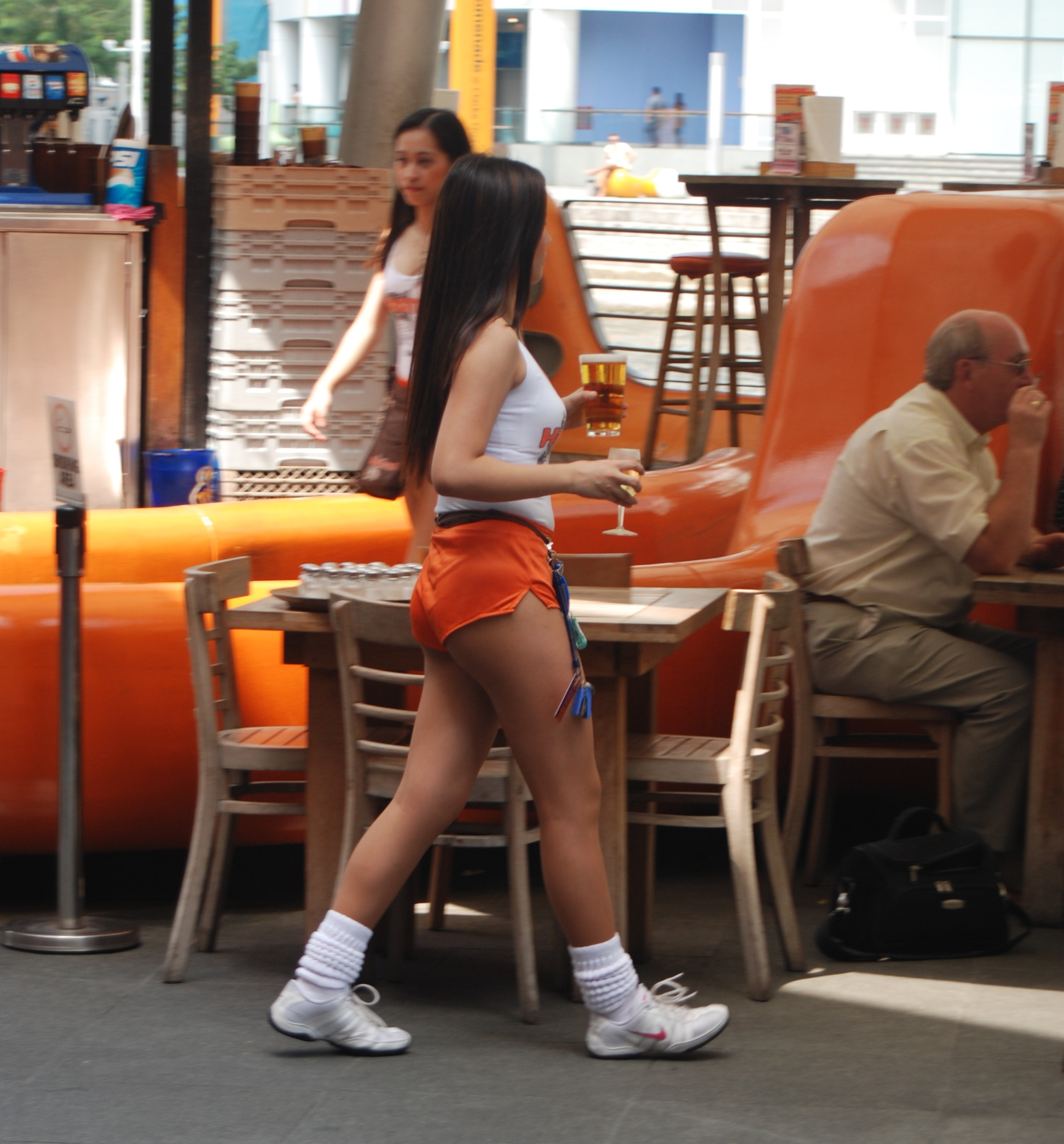
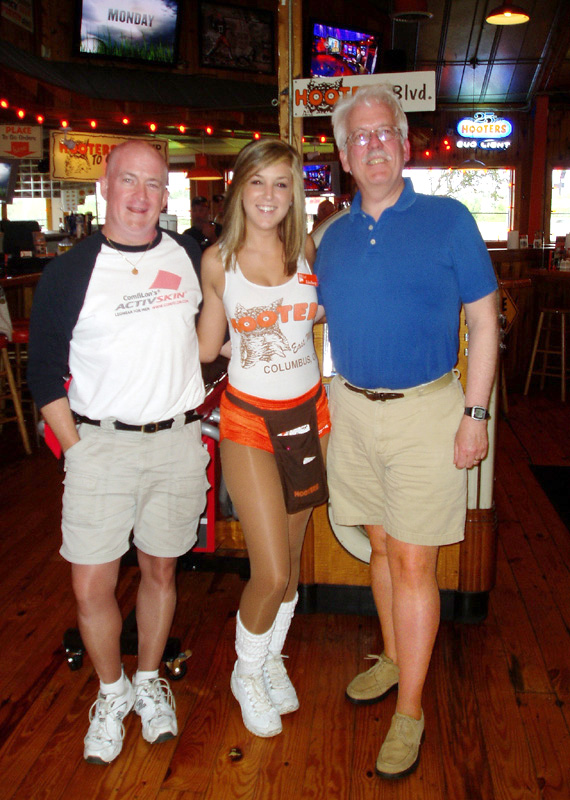
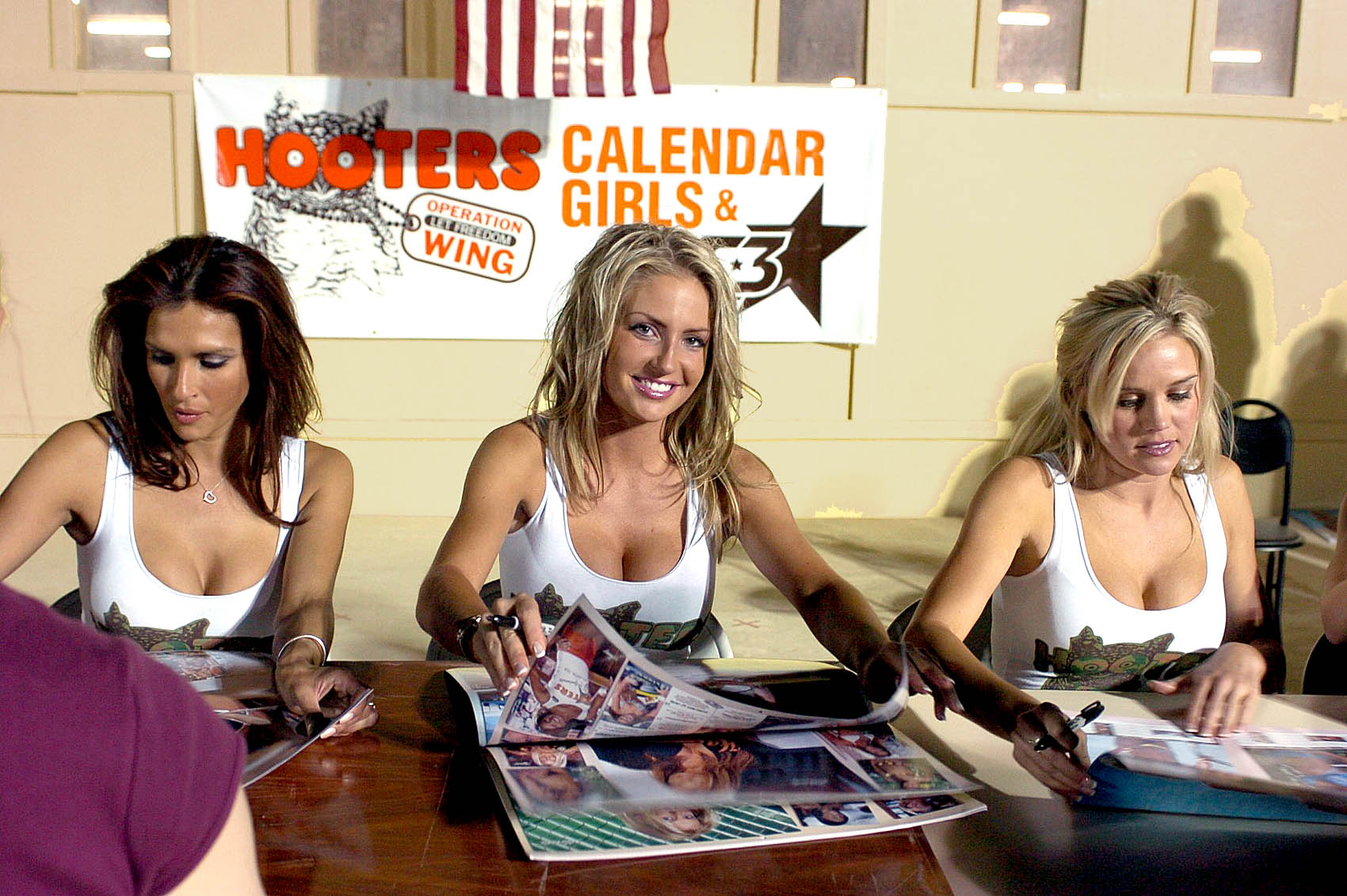
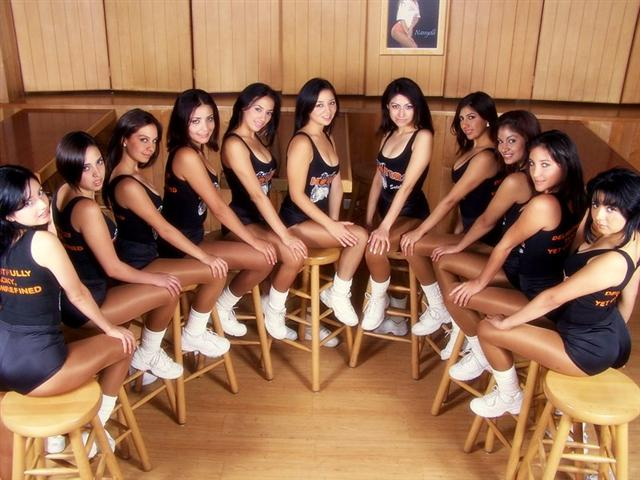
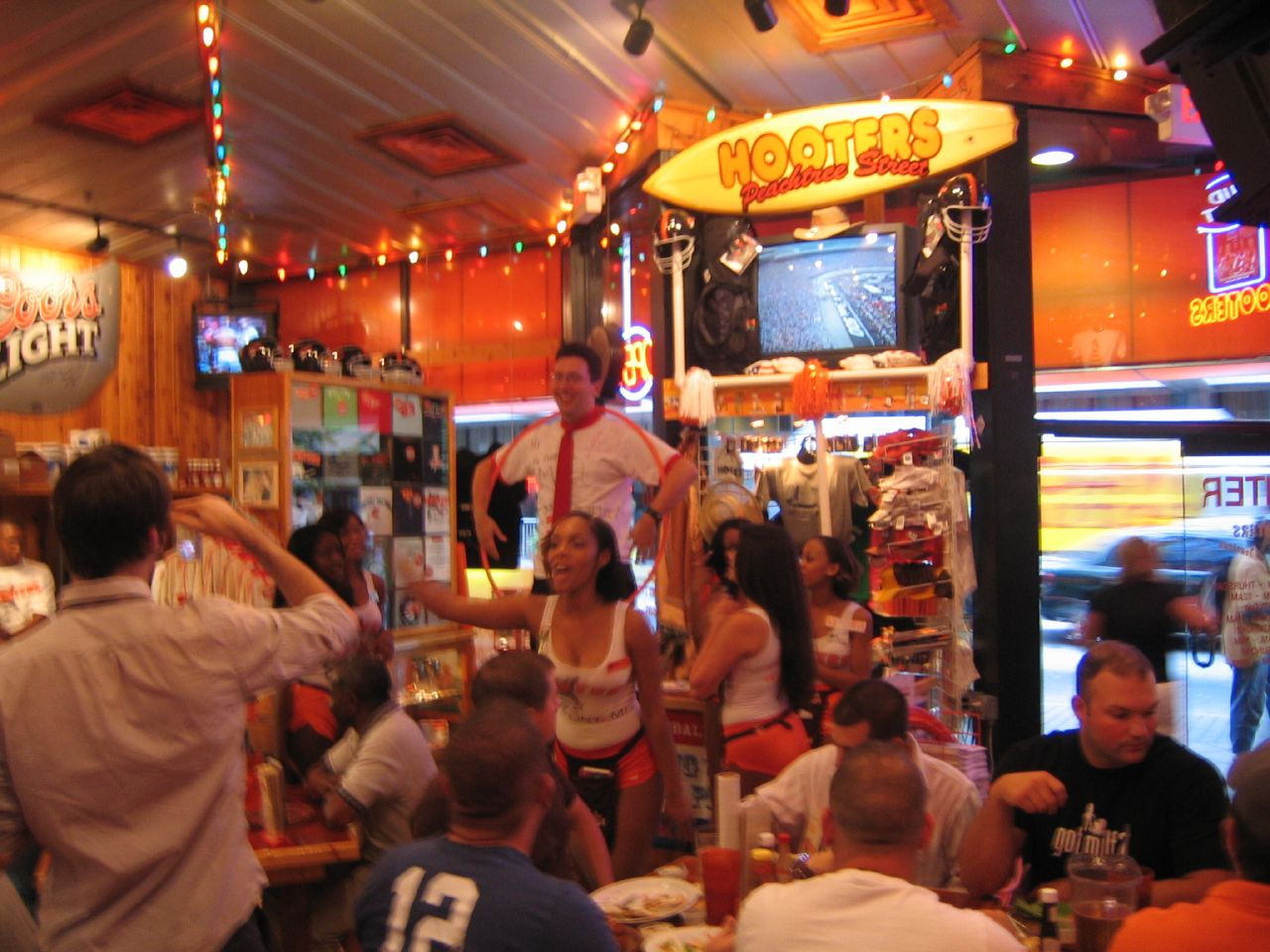
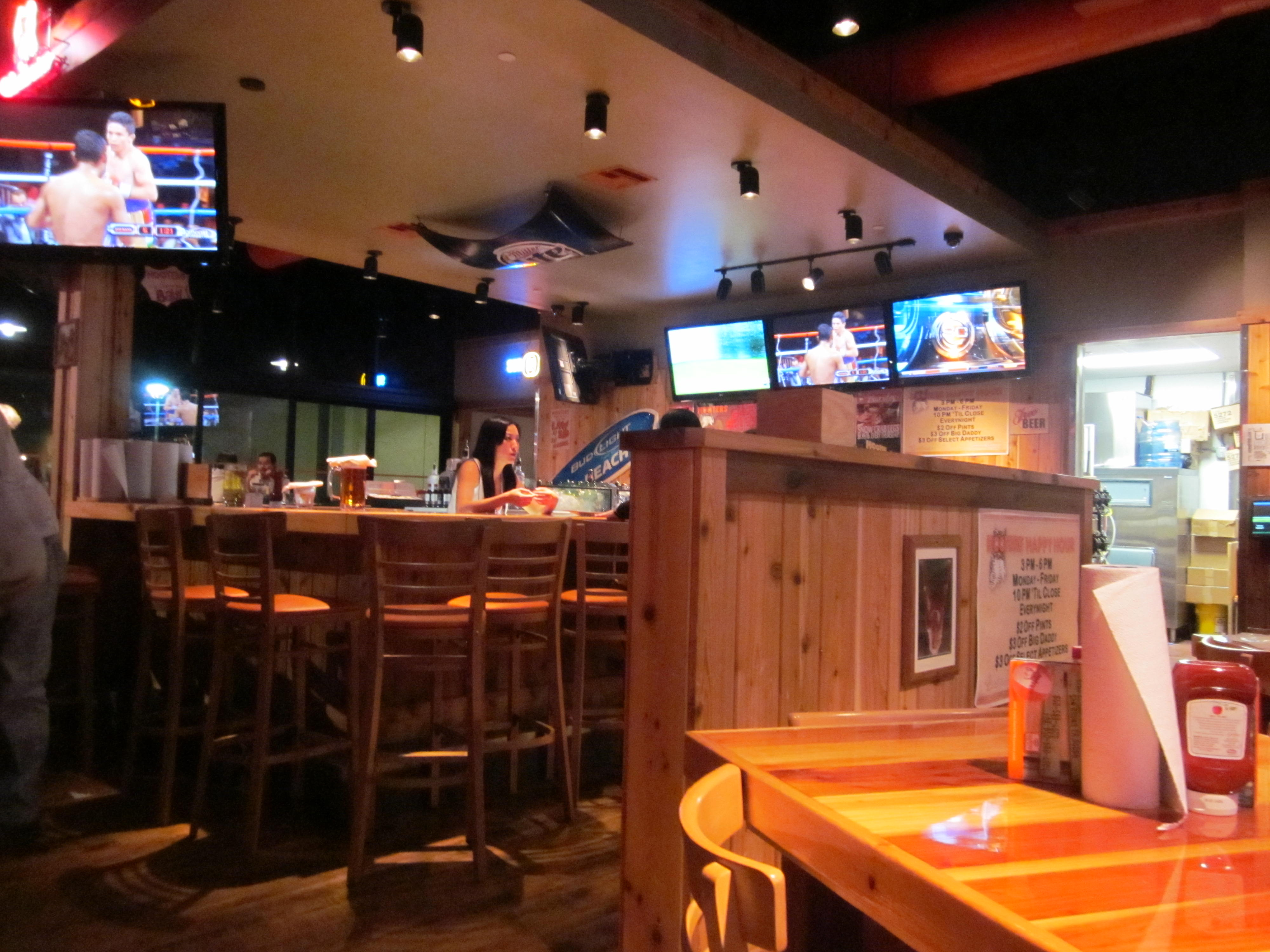
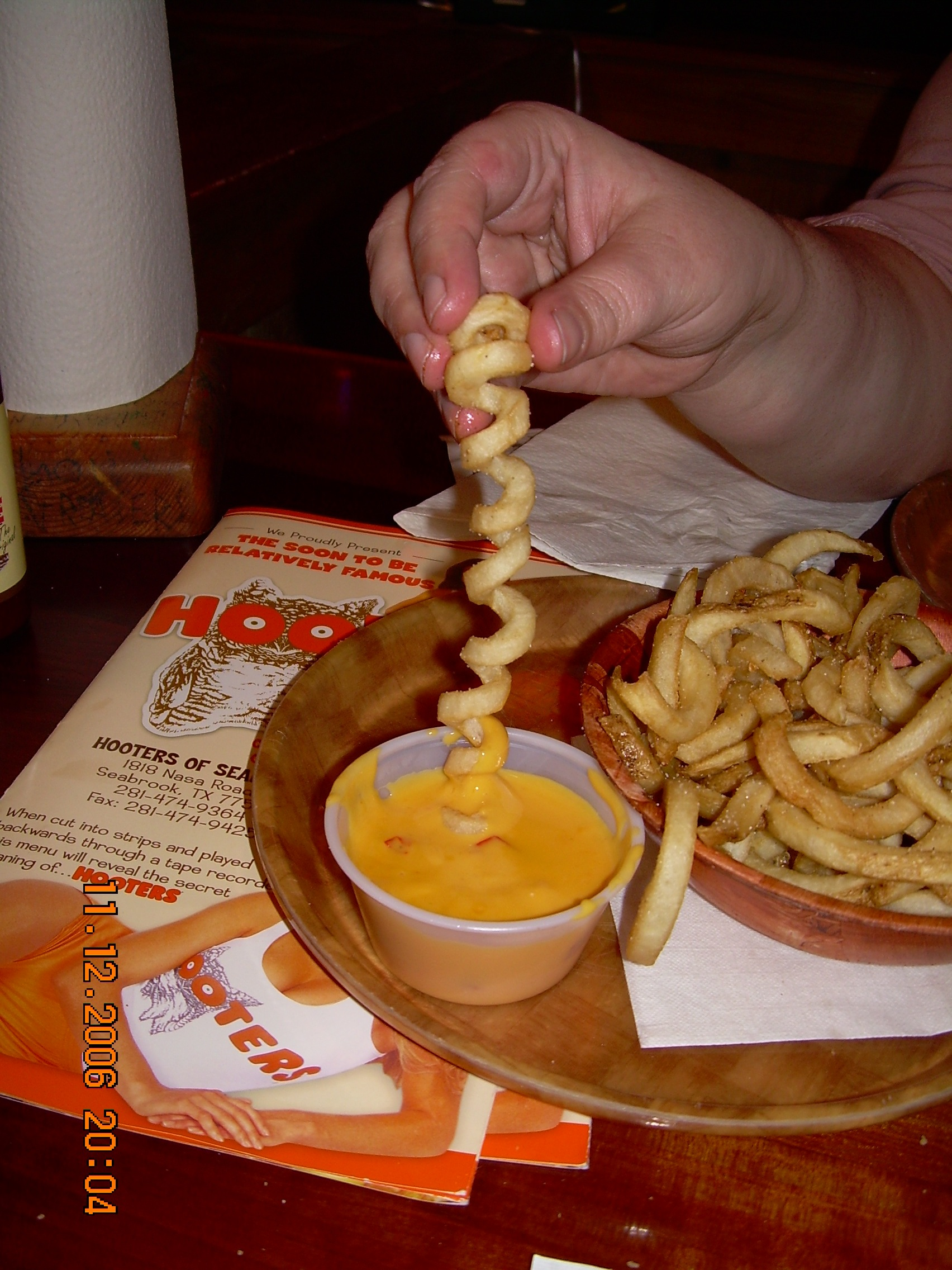
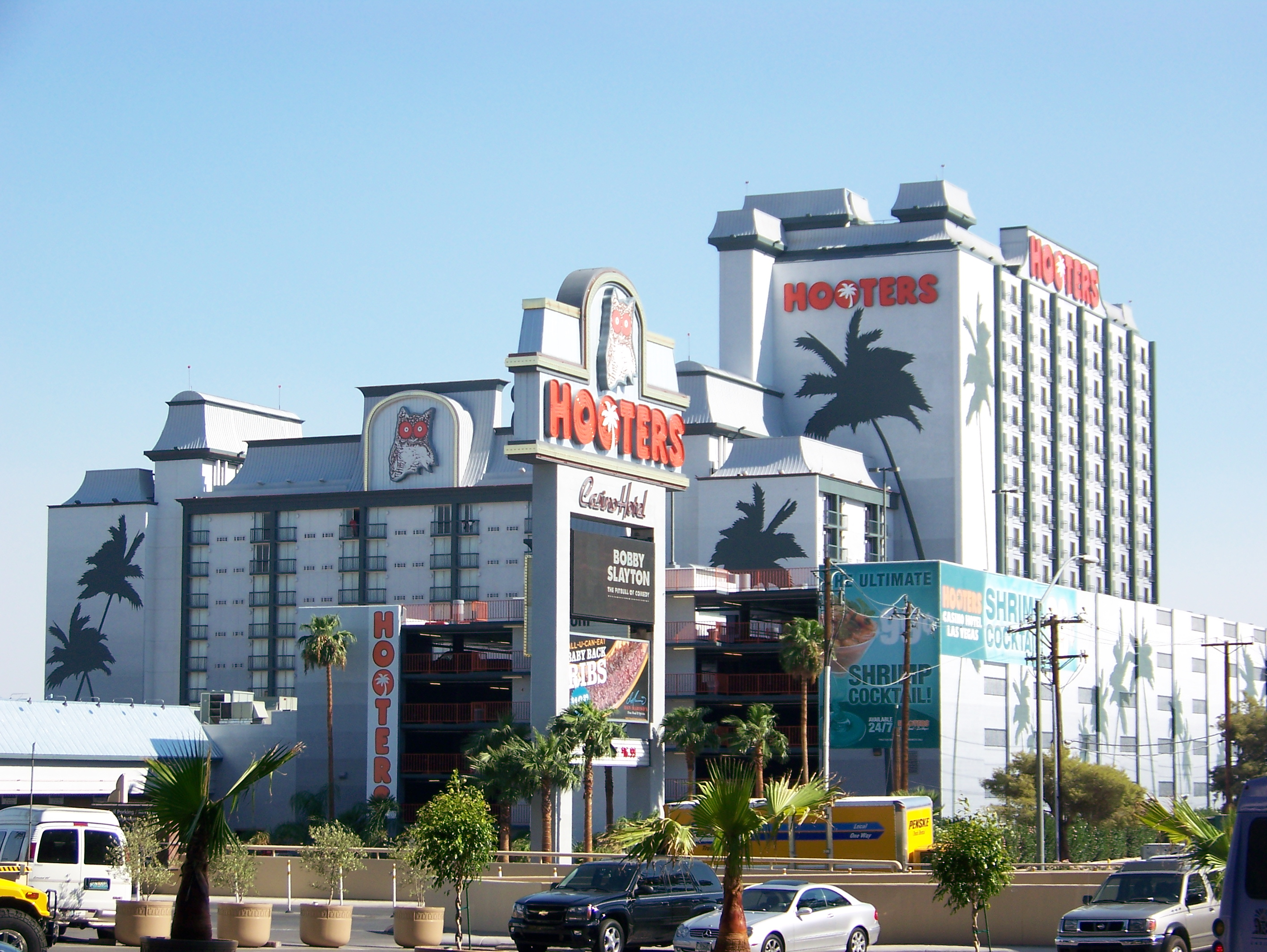
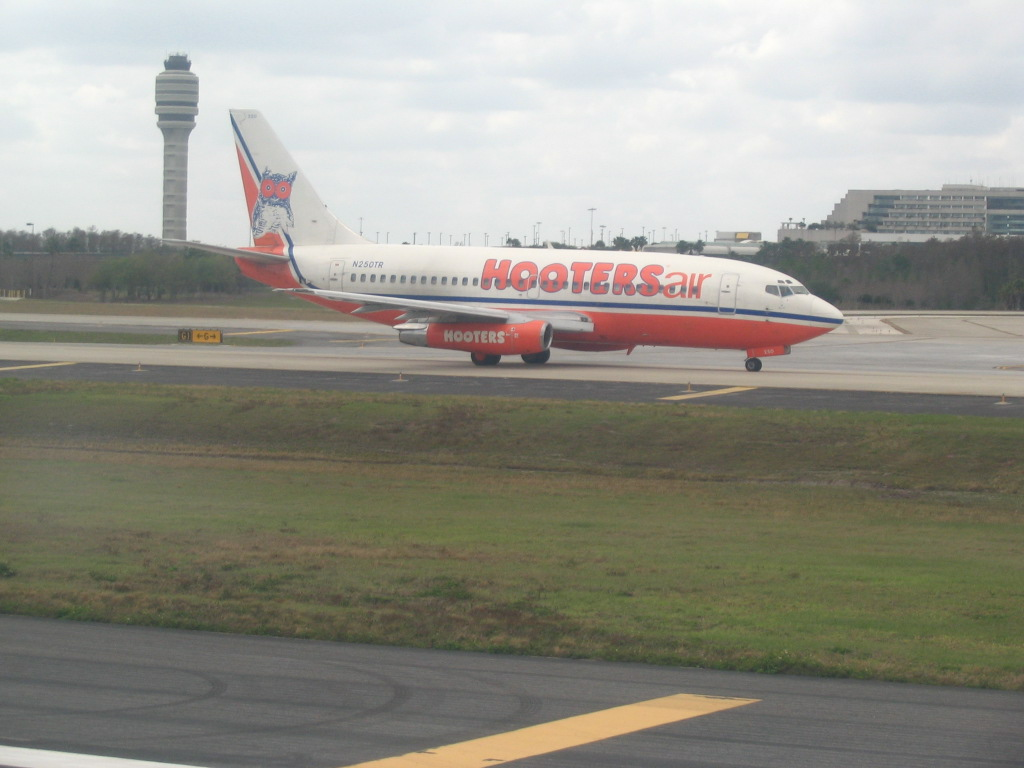
フーターズ・エア
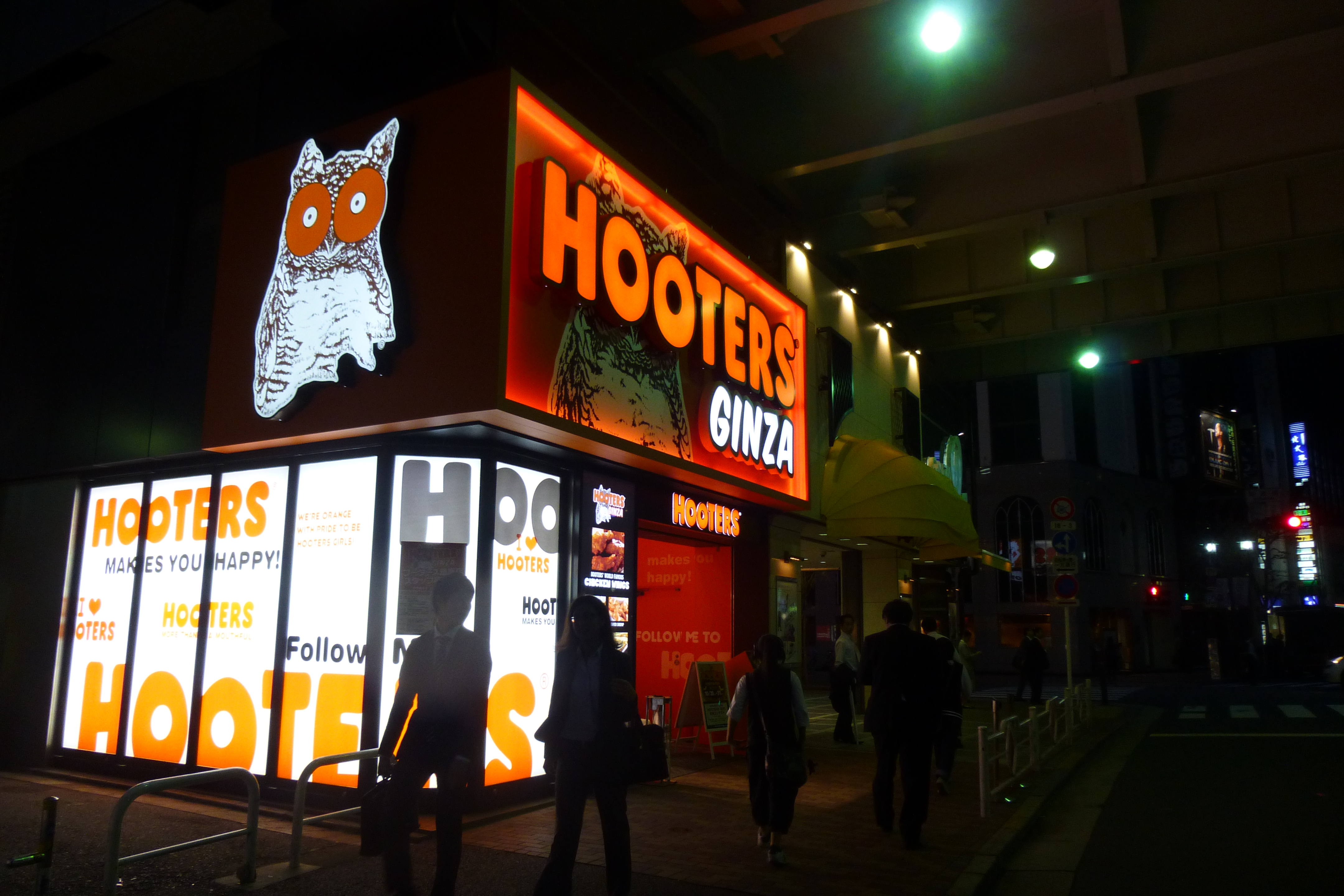
銀座のフーターズ